# Atlantic City Boardwalk Bullies
Atlantic City Boardwalk Bullies byl profesionální americký klub ledního hokeje, který sídlil v Atlantic City ve státě New Jersey. V letech 2001–2005 působil v profesionální soutěži East Coast Hockey League. Boardwalk Bullies ve své poslední sezóně v ECHL skončily v osmifinále play-off. Své domácí zápasy odehrával v hale Boardwalk Hall s kapacitou 10 500 diváků. Klubové barvy byly fialová a petrolejová.
Založen byl v roce 2001 po přestěhování týmu Birmingham Bulls do Atlantic City. Zanikl v roce 2005 přestěhováním do Stocktonu, kde byl založen tým Stockton Thunder.

## Úspěchy
- Vítěz ECHL ( 1× )
  - 2002/03

## Přehled ligové účasti
Zdroj: 
- 2001–2003: East Coast Hockey League (Severovýchodní divize)
- 2003–2005: East Coast Hockey League (Severní divize)